# Town and gown

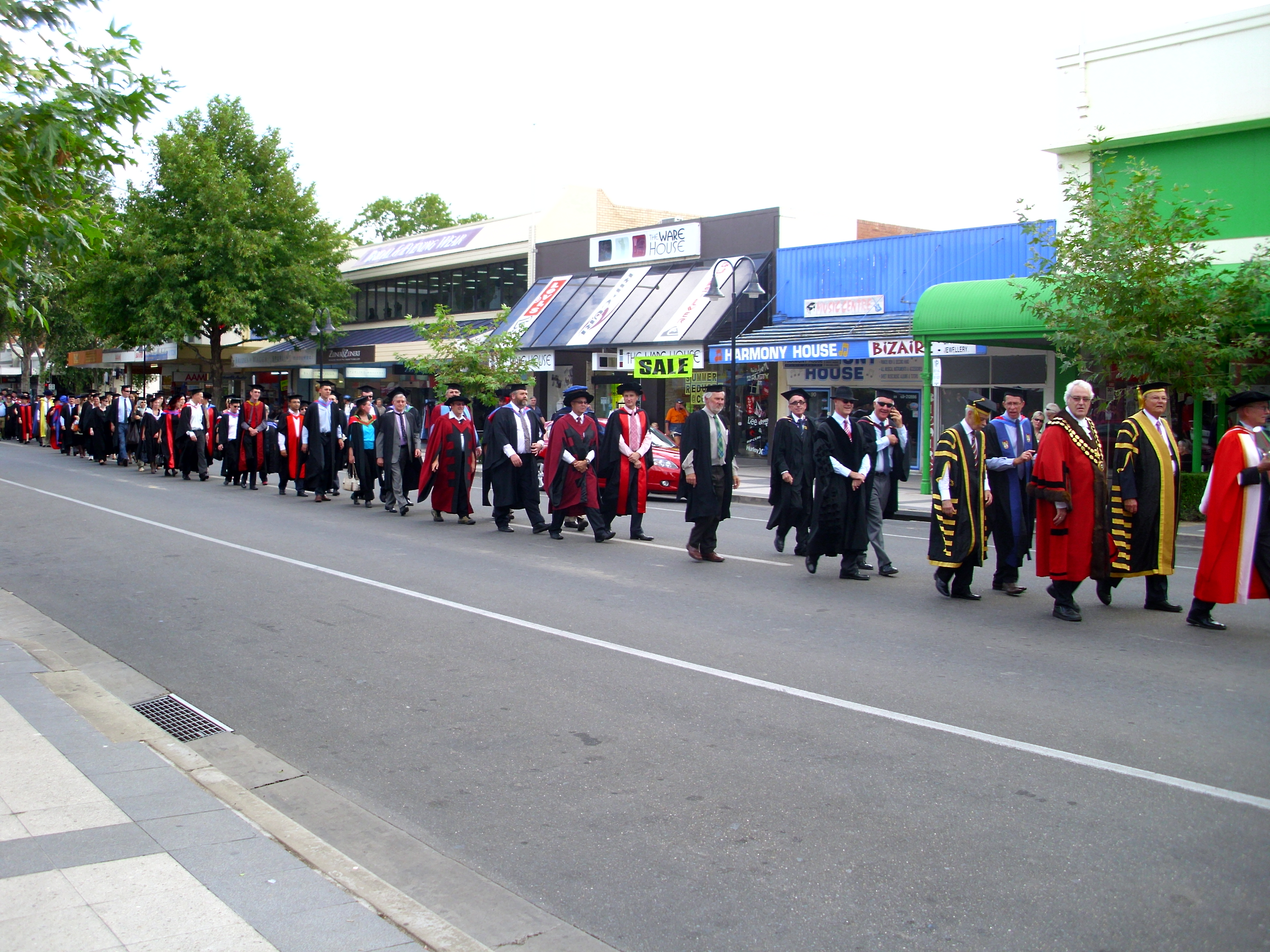
Procession town-and-gown de l'université Charles Sturt à Wagga Wagga, en Australie.

 (septembre 2018).
Town and gown (littéralement « la Ville et la Robe », expression appliquée par les historiens des Universités anglaises médiévales à ce type de conflits) est une expression désignant deux communautés distinctes dans une cité universitaire : le premier terme se réfère à la population non académique, le deuxième à la population universitaire (corporation faisant partie dès les origines du clergé séculier et portant la robe), notamment dans les anciennes places d'enseignement comme Oxford, Cambridge, Durham, et Édimbourg, bien que le terme soit aussi employé à propos de cités universitaires modernes ou de villes ayant une école publique d'une certaine importance. La métaphore a une connotation historique, mais continue d'être utilisée dans la littérature et dans le langage quotidien.

## Origine de l'expression

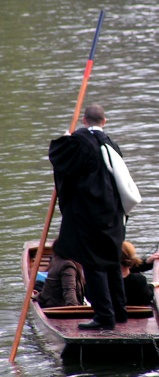
Étudiant de Cambridge portant la gown.

Au cours du Moyen Âge, la plupart des étudiants admis dans les universités européennes possédaient les ordres mineurs, et portaient des vêtements semblables à ceux du clergé. Ces vêtements ont lentement évolué vers la longue gown noire académique, portée avec la coiffe (cap) et l'écharpe (hood). Cette sorte de cape s'est avérée confortable pour l'étude dans les bâtiments non chauffés et humides, et devint alors une tradition dans les universités.
La gown servait également de symbole social, puisqu'elle rendait impossible tout travail manuel. L'écharpe était souvent ornée des couleurs des colleges et donnait l'affiliation des jeunes professeurs de l'université. Ainsi, par leur habillement particulier, les étudiants se distinguaient des citoyens de la ville. D'où la métaphore town-and-gown.

## Town-and-gownpendant le Moyen Âge

### L'université vue comme un sanctuaire
L'idée d'une école d'enseignement supérieur comme institution autonome au sein d'un ensemble urbain remonte à l'Académie, fondée par Platon en 387 avant J.-C. Cette Académie était établie comme un sanctuaire sacré voué à l'enseignement, à l'extérieur des murs d'Athènes ; elle dura près de 900 ans, jusqu'à sa fermeture par l'Empereur Justinien en 529 après J.-C.
Au XIIe siècle, lorsque les premières universités médiévales firent leur apparition – d'abord en Italie, puis à travers l'Europe –, elles furent fondées sans construction dédiée. Les maîtres donnaient simplement leurs cours dans les salles communales des villes qui les accueillaient. La plupart des étudiants logeaient dans la ville. Les professeurs concentraient leur logement dans des zones précises de ces cités, par exemple sur la rive gauche de la Seine, à Paris, qui devint le Quartier latin. Ainsi, les institutions universitaires du Moyen Âge étaient-elles mieux intégrées aux villes que l'Académie de Platon. Ce n'est pas par hasard que la plupart des universités médiévales furent fondées au sein même des cités.
Bien que l'existence des écoles nécessitât une population permanente et une infrastructure qui comprenait une vie riche et animée, et un système de gouvernement, leur dépendance vis-à-vis des villes était limitée. La plupart du temps, leur dotation financière était largement assurée, sinon exclusivement, par les revenus de l'Église catholique.
Le studium médiéval conserva un statut de sanctuaire, de par son appartenance à l'Église catholique et de l'exemption des professeurs de toute loi civile. De ce fait, les universités médiévales possédaient parfois leur propre système juridique.

### Relation à l'ennemi
Dès le départ, les relations entre les universités et la population citoyenne furent délicates pour plusieurs raisons, et avec le temps, l'autonomie croissante des universités et leur indépendance de l'autorité locale augmentèrent les tensions entre les deux parties. En outre, l'empiètement croissant des universités sur leurs voisins aggrave la situation.
Les professeurs et étudiants d'universités se réunissaient en corporations, sur le modèle des corporations de métiers. Dès que les professeurs pouvaient recevoir une charte, ils entamaient des négociations avec les autorités locales pour garantir des loyers équitables pour les salles de cours et d'autres concessions. Puisqu'ils n'avaient pas d'investissement immobilier dans un campus, ils pouvaient menacer de déménager dans une autre ville si leurs demandes n'étaient pas acceptées. Et cette menace fut mise à exécution : les professeurs de l'université de Lisbonne, au Portugal, migrèrent à Coimbra, puis à nouveau à Lisbonne au XIVe siècle. Ils pouvaient aussi faire la grève et quitter la ville pendant plusieurs années, ce qui arriva à l'université de Paris après un conflit en 1229 : ils ne revinrent que deux ans après.
Beaucoup d'étudiants de l'université étaient des étrangers avec des habitudes exotiques, qui parlaient et écrivaient latin. Les étudiants ne savaient souvent pas parler le dialecte local, et la plupart des citoyens ne parlaient pas ou peu latin. Cette barrière de la langue et de la culture n'était pas pour arranger la situation, et la relation town-and-gown est rapidement devenue une question d'arrogance d'un côté et de ressentiment de l'autre.
Les étudiants profitaient de certaines exemptions de la juridiction des tribunaux civils ordinaires. Ces privilèges étaient normalement contrôlés par un Conservateur Apostolique, généralement un évêque désigné par le pape. Par la bulle papale Parens scientiarum (1231), le Pape Grégoire IX autorisa les professeurs à suspendre leurs cours, dans le cas d'un outrage commis à l'encontre de l'un d'entre eux et non puni sous quinze jours. Ce droit de cesser les conférences a été souvent utilisé au cours des conflits town-and-gown. À diverses occasions, les papes eux-mêmes intervinrent pour protéger les professeurs contre les attaques des autorités civiles. Le pape Nicolas IV, en 1288, menaça de dissoudre l'université de Padoue si les autorités locales ne retiraient pas les arrêts pris contre les professeurs. Et il devint assez commun pour les universités d'étaler leurs griefs contre le pouvoir local devant le Saint-Siège, ce qui était souvent couronné de succès.

### Towncontregown
Le conflit était inévitable dans les villes universitaires médiévales.
Les confrontations violentes entre les populations civiles et académiques apparurent de plus en plus fréquemment. L'une des plus célèbres bagarres fut la Battle of St. Scholastica Day qui arriva le 10 février 1355 à l'Université d'Oxford. Une rixe dans une taverne évolua en une bataille prolongée de deux jours durant laquelle les citoyens armés d'arcs attaquèrent les bâtiments universitaires, tuant et blessant. Les émeutiers furent sévèrement punis, et le Maire et les Baillis firent dire une Messe pour le repos de l'âme des morts, et prêtèrent serment de respecter les privilèges de l'université. Pendant plus de cinq cents ans, la ville d'Oxford eut l'habitude d'observer un jour de deuil en souvenir de cette tragédie.
D'ailleurs, l'université de Cambridge fut créée après une lutte entre les citoyens d'Oxford et les étudiants de l'université, qui obligea une partie des professeurs et des élèves à fuir, en 1209. Plus tard, des tensions entre la population civile de Cambridge et les membres de la nouvelle Université forcèrent le roi à accorder une protection spéciale à ces derniers, ce qui participa considérablement à la survie et au succès de l'institution.
Au milieu du XVe siècle, les rois mirent un terme à la toute-puissance étudiante au sein des universités. Ils demandèrent à des envoyés papaux de réformer les universités et réprimèrent les émeutes et grèves étudiantes. Depuis ce temps-là, que ce soit sous un gouvernement royal ou révolutionnaire, dictatorial ou parlementaire, les universités européennes seront gouvernées par l'autorité centrale, bien que le degré de contrôle varie grandement selon l'époque et le lieu.
Après les bouleversements connus au Moyen Âge, les relations entre les universités européennes et les villes évoluèrent vers un modèle d'entraide mutuelle. Les cités, à certaines occasions, prirent en charge les salaires et consentirent à des prêts, tout en régulant le marché du livre, les logements, et tous les autres services de la vie étudiante. Parfois même, les villes tiraient une certaine fierté de leur université, plutôt que de les voir comme des ennemis.

## Relationstown-and-gowndans l'époque post-médiévale et l'ère moderne
À travers les siècles, la relation entre les populations civile et académique sont restées ambiguës. En plusieurs endroits, des universités en crise ont été sauvées par l'activité urbaine qui les entourait, tandis qu'à d'autres moments, les évolutions d'une ville ont pu menacer la stabilité de telle ou telle institution d'enseignement. Inversement, il y eut plusieurs occasions où l'université fournissait une orientation et une cohérence à la vie culturelle de la cité; alors qu'ailleurs, l'université s'est repliée sur elle-même, inhibant l'activité culturelle.
Malgré une amélioration générale des relations dans l'ère post-médiévale, des disputes et conflits restèrent un phénomène courant. Les incidents impliquant les étudiants de Yale College et les habitants de New Haven dans le Connecticut illustrent bien cette tendance. Ces disputes trouvaient leur origine dans des débats théologiques, aussi bien que dans les instincts guerriers des émeutiers.
Fondé en 1701, Yale déménagea à New Haven en 1716. En 1753, le président Thomas Clap commença à célébrer des offices séparés pour les étudiants, au college et non à l'église de la ville, car il considérait le prêtre, Joseph Noyes, comme théologiquement suspect. (Yale fut fondé par le clergé congrégationaliste, mais n'a pas d'affiliation religieuse). Ce changement écarta le clergé du Connecticut, et marqua le début d'une relation ambivalente entre les étudiants de Yale et les citoyens de New Haven.
S'il y a bien une chose qui ne changera pas dans les relations town-and-gown au cours des siècles, elle peut être résumée par le proverbe : « Les étudiants seront des étudiants » (« Students will be students »). Les élèves de collèges, hier et aujourd'hui, ont beaucoup de temps libre, malgré leurs études. La façon dont ils usent de ce temps libre est souvent perçue comme perturbatrice pour le reste de la population.
En l'espace d'un siècle, New Haven fut le témoin de nombreuses séries de confrontations violentes entre les étudiants et les townies, qui rappellent les émeutes des universités médiévales. En 1806, une rixe de grande échelle – la première d'un grand nombre –, menée à coups de poing, de bâtons et de couteaux, éclata entre de vieux marins et des étudiants de Yale. En 1841, une bagarre opposa ces derniers aux pompiers de la ville; après l'attaque de la caserne par les étudiants, une foule de citoyens menaça de brûler le college. Des régiments militaires furent appelés pour maintenir la paix. Ensuite, en 1854, des briques et des balles volèrent après une opposition entre les étudiants et les habitants de la ville au théâtre : lorsque le meneur du groupe des citoyens fut poignardé, les élèves battirent en retraite vers le college. Les habitants apportèrent deux canons militaires et les pointèrent sur le bâtiment académique, mais furent arrêtés à temps par les autorités communales.
Tout resta calme jusqu'en 1919, lorsque deux militaires, furieux d'avoir été insultés par des étudiants de Yale, attaquèrent le campus. Les portes étant fermées, ils cassèrent une centaine de fenêtres et se rendirent dans les théâtres et les restaurants de la ville, sautant sur tous les étudiants qu'ils pouvaient trouver. En 1959, une bataille de boules de neige entre les étudiants dégénéra en émeute et la police procéda à plusieurs arrestations. Durant le défilé de la Saint-Patrick, les étudiants bombardèrent les agents de police avec des boules de neige; cette bataille, appelée snowal riot, attira l'attention des médias nationaux, présageant les évènements des années 1960.
Une vague d'émeutes étudiantes éclata dans le Nord de l'Amérique et en Europe, au cours des années 1960, de Paris à Mexico, en passant par la Californie. Le « Mouvement pour la liberté d'expression » (Free speech movement), venant de l'université de Californie à Berkeley, est souvent cité comme le foyer de ces évènements. Le mouvement américain réclamait plus de libertés et une participation aux décisions prises par l'université, mais il était animé de deux idées majeures : droits civils pour les Afro-Américains, et protestation contre la guerre du Vietnam. Les incidents les plus violents apparurent lorsque les troupes de la Garde nationale tirèrent sur quatre étudiants à l'université d'État de Kent dans l'Ohio, et lorsque la police dut tirer sur les dortoirs de l'université d'État de Jackson, dans le Mississippi.
La plupart des traditions médiévales ont été transmises jusqu'à nos jours, et les universités bénéficient de certains privilèges historiques. Deux exemples pour illustrer cela : 1) Les étudiants de certaines universités étaient contraints de porter la gown jusque dans les années 1960, afin de les rendre identifiables aux autorités de l'université. 2) Sous le gouvernement des tsars russes, la police était interdite d'accès dans les universités.